# Монастириська (місцевість Чернівців)
Монастириська (інша назва: Монастирище) — місцевість на південно-західній околиці Чернівців, яка від початку була частиною Роші, пізніше виділена як окремий населений пункт — передмістя, а згодом стала міським житловим мікрорайоном.

## Назва та розташування
Назва місцевості означає «монастирські володіння». З документів XIX ст. відомі кілька паралельних форм цієї назви: укр. — Монастириська і Монастирисько, молд. — Монастирище і Монастириште. Ці суфікси виступають, по суті, синонімами, оскільки означають місце, де знаходився колись монастир (монастирські володіння).
Монастириська розташовувалась в районі нинішньої вулиці Сторожинецької. Якщо визначати її межі за сучасною мапою Чернівців, то це будуть приблизно такі вулиці: Хрещатинська, Лібавська та Героїв Майдану.

## Історія

### Заснування місцевості
У доавстрійські часи вказана місцевість була малозаселеною (проживали кілька сімей) власністю монастиря. Після приєднання західної частини Буковини до Габсбурзької монархії (1775) та її секуляризації (1780-их), місцевість було включено до складу приміського села Роша.
За твердженнями відомого краєзнавця Р. Ф. Кайндля питання про відокремлення цієї території від Роші порушувалося вже на початку XIX ст. 1820-го р. окружна управа, розглянувши звернення місцевих жителів, все ж таки прийшла до висновку щодо недоцільності відокремлення Монастириської від Роші.
Проте, значення місцевості невпинно зростало і вже в 1890 році вона вважається самостійною, нарівні з Рошею.

### Передмістя
Переписом 1900 року на Монастириській зафіксовано 487 будинків, у яких проживали 3654 дорослі особи (1784 чоловічої та 1870 жіночої статі).
За віросповіданням монастирчани розподілялися на: католиків — 1953, православних — 854, юдеїв — 488, інших — 359.
За розмовною мовою місцеві жителі розподілились наступним чином: німецькомовні — 1877, україномовні — 1074, румуномовні — 349, інші — 331.
Місцеву школу було відкрито 1 вересня 1872 року. Станом на 31 грудня 1913 року у ній було 6 систематизованих класів (всього 14), мовами викладання були німецька, українська та румунська. У школі навчалося 693 учні, серед яких 272 римо-католики, 134 греко-католики, 170 православних, 88 євангелістів, 108 юдеїв. У школі в цей час працювало 16 вчителів. Багаторічним директором Монастириської школи (1883-1891) був майбутній президент Північної Буковини Омелян Попович.
Головною вулицею місцевості вважалась — Сторожинецька, що вела у напрямку міста Сторожинець. Вона не була щільно забудована. В середині XX ст. нараховувала всього вісім будинків, де проживали родини Гессінгів, Баланів, Бекерів, Штернів, Попескулів, Шварців, Заваловських.
24 листопада 1962 року розпочалося будівництво дитячого садка-ясел на 140 місць, який зводився будівельним управлінням № 3 обласного будівельного тресту за типовим проектом № 2-04-338 у-8, затвердженим Держбудом УРСР. Акт прийняття в експлуатацію двоповерхової споруди було схвалено рішенням виконавчого комітету Чернівецької міської ради № 670/21 від 31 жовтня 1963 року із загальною оцінкою «задовільно». Будівля мала 4709 м3, корисна площа склала 1105,3 м2. Це був гарний подарунок малечі та батькам колишнього передмістя Монастириська.

### Церква Петра і Павла
Довгий час передмістя не мало власної православної парафії, мешканцям доводилося долати чималий шлях до храмів у центрі міста. Місцеву церкву було відкрито тільки 24 лютого 1922 року, парохом якої призначили отця Веспасіона Корвіна. Новій парафії примарією Чернівців було надано земельну ділянку на розі вулиць Сторожинецької та Ісаческула (нині М. Черемшини) для побудови нової церкви. Земельна ділянка мала 2475 м2. Того ж року на місці майбутнього престолу церкви було освячено хрест. На цьому місці священик Корвін збудував невеличку капличку, де проводив богослужіння для своїх парафіян.
Тоді ж розпочали збір коштів для побудови церкви. Понад 50 осіб зробили пожертви для такої благородної мети. Пізніше митрополія Буковини висловила подяку особам, які внесли гроші на будівництво храму.
У січні 1936 року було створено будівельний комітет із будівництва церкви. Очолив його Веспасіон Корвін. У 1937 році його замінив священик Михаїл Русу, який безпосередньо зайнявся питаннями будівництва.
24 січня 1937 року на прохання будівельного комітету митрополія Буковини виділила додаткові кошти для спорудження церкви на вулиці Сторожинецькій. Плани та креслення церкви були складені та підписані головним архітектором бюро архітектури митрополії Вірджилом Іонеску. Будівництво церкви велося під контролем архітекторів архітектурного бюро митрополії Буковини, зокрема Іванова та Іонеску. У зведенні церкви брали участь будівельні фірми та організації Чернівців, Бухареста, Ясс, Сигета та інших міст. Матеріали для будівництва були місцевими.
Церква діяла певний час навіть у радянські часи. Проте рішенням виконавчого комітету Чернівецької міської ради за № 185/6 від 29 березня 1963 року Петропавлівську церкву було закрито. Виконком міськради, як це було заведено в ті часи, зробив це «на вимогу трудящих»:
|  | ...розглянувши постанови зборів робітників та службовців ґудзикової фабрики, громадськості 11-го, 14-го та 16-го домоуправління, батьків 15 та 33 школи, розташованих поблизу церкви, а також заяви членів двадцятки про вихід з неї, ухвалив рішення про розірвання договору з релігійною громадою Петропавлівської церкви на право користування церковним будинком... |

На початку 1990-их Петро-Павлівська парафія була відновлена. Сьогодні вона належить до Чернівецько-Буковинської єпархії УПЦ (МП)

## Сьогодення

### Розбудова місцевості
Активна багатоповерхова забудова місцевості почалася ще в 1970-их рр. У той час було зведено житлові квартали вздовж вулиці Червоноармійської (нині Героїв Майдану; до проспекту Незалежності), та розпочато забудову в районі вулиці Алма-Атинської, яка продовжувалась до 2000-их р.р.
Нині багатоповерхова забудова активно просувається у напрямку вулиці Сторожинецької. Замість старих низькоповерхових будинків, зводиться нове, сучасне житло.
На розі вулиць Червоноармійської-Канівської «Чернівецькою ПМК-76» зводиться ЖК «Чернівці-600».
На цій же вулиці також продовжують будівництво ТзОВ Чернівціжитлобуд.
На стадії завершення зведення ЖК «Фортеця».
Фактично завершено будівництво ЖК «Сокіл» (район Проспекту Незалежності, Каспрука, Сторожинецької).

### Освітні заклади
Більшість освітніх закладів (школи та дитячі садки) на Монастириській функціонували до 1991 року.
1999-го р. розпочав роботу Чернівецький православний богословський інститут, при якому діє приватна загальноосвітня школа І-ІІІ ступенів.
У 2000-их р.р. на вулицю Сторожинецьку, 101 було перенесено «фізичний факультет» ЧНУ імені Юрія Федьковича, який 2013-го р. об'єднали з «інженерно-технічним» та «факультетом комп'ютерних наук» у структурі створеного Фізико-технічного інституту ЧНУ.